# Ель-Мусаїб
Ель-Мусаїб (араб. المسيب) — місто в центральній частині Іраку, розміщене на території мухафази Бабіль. Адміністративний центр однойменного округу.